# Panel de l'administration
 (novembre 2018).
Si vous disposez d'ouvrages ou d'articles de référence ou si vous connaissez des sites web de qualité traitant du thème abordé ici, merci de compléter l'article en donnant les références utiles à sa vérifiabilité et en les liant à la section « Notes et références ».
Le panel de l'administration (anglais : Administrative Panel, irlandais : An Rolla Riaracháin) est l'un des cinq panels professionnels utilisés pour élire les membres du Seanad Éireann, la chambre haute du parlement (Oireachtas) de l’Irlande. Ces cinq panels élisent 43 des 60 membres du Seanad Éireann. Le panel de l'administration est composé de sept sénateurs, dont au moins trois parmi les candidats des membres de l'Oireachtas et au moins trois autres parmi les candidats des organismes de nomination.

## Sénateurs
Note : Les colonnes de ce tableau sont utilisées uniquement à des fins de présentation. Aucune importance ne doit être attachée à l'ordre des colonnes.

## Liste des organismes de nomination
- Alzheimer Society of Ireland
- Association of Irish Local Government
- Care Alliance Ireland
- Center for Independent Living
- Central Remedial Clinic
- Co-operative Housing Ireland Society
- Disability Federation of Ireland
- Enable Ireland Disability Services
- Irish Deaf Society
- Inclusion Ireland
- Irish Foster Care Association
- Irish Kidney Association
- Irish Wheelchair Association
- Local Authority Members' Association
- National Association for the Deaf (DeafHear)
- Multiple Sclerosis Society of Ireland
- National Council for the Blind
- Threshold

### Sources
- (en) Cet article est partiellement ou en totalité issu de l’article de Wikipédia en anglais intitulé « Administrative Panel » (voir la liste des auteurs).
- Site web du Seanad Éireann, le sénat irlandais